# チョウジタデ
チョウジタデ（丁子蓼、学名：Ludwigia epilobioides）は、アカバナ科の一年草。湿地や休耕田などに生育する。別名はタゴボウ（田牛蒡）。

## 分布
日本では北海道から沖縄までの各地、中国、朝鮮半島、ロシア連邦のアムール川沿岸やウスリー川沿岸地域、ベトナムなど東南アジア、インドなどに分布する。水田や湿地などの湿った土地に生育する。

## 生態
茎の高さは30 - 70cmで直立するか斜めに立ち、茎はよく分枝する。茎は緑色で赤みを帯びることが多く、稜があり断面は四角形。毛はないが、まれに毛があるものもある。
葉は互生で短い葉柄があり、形は披針形（ひしんけい）から長い狭卵形で、葉縁は全縁でなめらか、大きさは長さ2 - 10cm、幅0.6 - 2.5cmほどある。表面に側脈が目立つ。
花期は夏から秋の8 - 10月で、葉の腋に柄のない倒卵形の径7 - 10mm以下の黄色い花をつける。花弁が4〜5枚、萼片が4枚、雄しべが4本、雌しべは1本あり、花弁は萼片より短い。
果実は棒状の蒴果が実り、褐色で長さ1 - 2.8cm、中に大きさ0.8 - 1.4mmほどの種子がつまっている。染色体数は2n=48。

## 名の由来
和名は、花後の形が香辛料に使われるチョウジに似ていて、葉の形など全体がタデに似ることからきている。

## 亜種
- ウスゲチョウジタデ (L. epilobioides subsp. greatexii) - 茎に毛があることなどで区別されるが、特に形態的に異なる点がないとして、同種と扱う考えもある[1]。

## 利用
特に利用されない。水田雑草として扱われる場合もある。